# 1920-as Tour de France
Az 1920-as Tour de France a francia kerékpárverseny 14.  kiírása. 1920. június 27-én kezdődött, Párizs-ból indult a mezőny és július 27-én ért véget,  Párizsban.  A verseny esélyesei Christophe, Mottiat, Thys, Belloni, Alavoine és Henri Pelissier volt. A 113 kerékpáros ebben az évben is szponzorok nélkül maradt, 31-et az egyes osztályba (profi), 82 pedig a második osztályba került (amatőr). A verseny nagy nyári melegben zajlott, a negyedik szakaszra már 65-en visszaléptek. A kezdeti szakaszokon négy-öt kerekes állt az összesített lista élén, nem tudott senki előnyre szert tenni, a sárga trikót csak a kilencedik szakaszban kapta meg Thys. A versenyt a belga kerékpárosok uralták, a legjobb francia Honore Barthelemy volt, sokat bukott, eltörte a csuklóját, kificamodott a válla, Párizsban hősként ünnepelte a közönség. A Tour de France történetében első háromszoros bajnok lett a belga Philippe Thys, négy szakaszt megnyert, hétszer lett második, mindig az első öt között végzett.

## Szakaszok
| Szakasz | Időpont   | Végpontok                     | Jellege       | Hossz (km) | Szakaszgyőztes        | Összetett első      |
| ------- | --------- | ----------------------------- | ------------- | ---------- | --------------------- | ------------------- |
| 1       | június 27 | Párizs – Le Havre             | Sík szakasz   | 388        | Louis Mottiat (BEL)   | Louis Mottiat (BEL) |
| 2       | június 29 | Le Havre – Cherbourg          | Sík szakasz   | 364        | Philippe Thys (BEL)   | Philippe Thys (BEL) |
| 3       | július 1  | Cherbourg – Brest             | Sík szakasz   | 405        | Henri Pélissier (FRA) | Philippe Thys (BEL) |
| 4       | július 3  | Brest – Les Sables-d’Olonne   | Sík szakasz   | 412        | Henri Pélissier (FRA) | Philippe Thys (BEL) |
| 5       | július 5  | Les Sables d'Olonne – Bayonne | Sík szakasz   | 482        | Firmin Lambot (BEL)   | Philippe Thys (BEL) |
| 6       | július 7  | Bayonne – Luchon              | Hegyi szakasz | 326        | Firmin Lambot (BEL)   | Philippe Thys (BEL) |
| 7       | július 9  | Luchon – Perpignan            | Hegyi szakasz | 323        | Jean Rossius (BEL)    | Philippe Thys (BEL) |
| 8       | július 11 | Perpignan – Aix-en-Provence   | Sík szakasz   | 325        | Hector Heusghem (BEL) | Philippe Thys (BEL) |
| 9       | július 14 | Aix-en-Provence – Nizza       | Hegyi szakasz | 356        | Philippe Thys (BEL)   | Philippe Thys (BEL) |
| 10      | július 16 | Nizza – Grenoble              | Hegyi szakasz | 333        | Hector Heusghem (BEL) | Philippe Thys (BEL) |
| 11      | július 18 | Grenoble – Gex                | Hegyi szakasz | 362        | Léon Scieur (BEL)     | Philippe Thys (BEL) |
| 12      | július 20 | Gex – Strassbourg             | Sík szakasz   | 354        | Philippe Thys (BEL)   | Philippe Thys (BEL) |
| 13      | július 22 | Strassbourg – Metz            | Sík szakasz   | 300        | Philippe Thys (BEL)   | Philippe Thys (BEL) |
| 14      | július 24 | Metz – Dunkerque              | Sík szakasz   | 433        | Félix Goethals (FRA)  | Philippe Thys (BEL) |
| 15      | július 27 | Dunkerque – Párizs            | Sík szakasz   | 340        | Jean Rossius (BEL)    | Philippe Thys (BEL) |

## Összetett eredmények
| 1                       | Philippe Thys (BEL)     | 1 | 231h 07' 15" |
| 2                       | Hector Heusghem (BEL)   | 1 | +57' 21"     |
| 3                       | Firmin Lambot (BEL)     | 1 | +1h 39' 35"  |
| 4                       | Leon Scieur (BEL)       | 1 | +1h 44' 58"  |
| 5                       | Emile Masson (BEL)      | 1 | +2h 56' 52"  |
| 6                       | Louis Heusghem (BEL)    | 1 | +3h 40' 47"  |
| 7                       | Jean Rossius (BEL)      | 1 | +3h 49' 55"  |
| 8                       | Honore Barthelemy (FRA) | 1 | +5h 35' 19"  |
| 9                       | Félix Goethals (FRA)    | 1 | +9h 23' 07"  |
| 10                      | Joseph Vandaele (BEL)   | 1 | +10h 45' 41" |
| 113 índúló 22 célba érő |                         |   |              |

## Hegyi befutó
| Szakasz | Hegy             | Magasság | Versenyző                     | Ország |
| ------- | ---------------- | -------- | ----------------------------- | ------ |
| 6       | Aubisque         | 1709     | Firmin Lambot                 | Belga  |
| 6       | Tourmalet        | 2115     | Firmin Lambot                 | Belga  |
| 6       | Aspin            | 1489     | Firmin Lambot                 | Belga  |
| 6       | Peyresourde      | 1569     | Firmin Lambot                 | Belga  |
| 7       | Ares             | 797      | Csoportos                     |        |
| 7       | Portet d'Aspet   | 1069     | Firmin Lambot                 | Belga  |
| 7       | Port             | 1250     | Philippe Thys                 | Belga  |
| 7       | Puymorens        | 1920     | Firmin Lambot                 | Belga  |
| 9       | Col de Braus     | 1002     | Firmin Lambot                 | Belga  |
| 9       | Col de Castillon | 706      | Philippe Thys                 | Belga  |
| 10      | Allos            | 2247     | Firmin Lambot                 | Belga  |
| 10      | Col Bayard       | 1246     | Firmin Lambot Hector Heusghem | Belga  |
| 11      | Galibier         | 2556     | Firmin Lambot                 | Belga  |
| 11      | Aravis           | 1498     | Firmin Lambot                 | Belga  |